# Herbert Moulton
Herbert Moulton (* 16. September 1922; † 14. Juni 1994) war ein US-amerikanischer Filmproduzent und Regisseur, der mit zwei Oscars ausgezeichnet wurde. Er arbeitete auch als Drehbuchautor und Schauspieler.

## Leben
Moulton startete seine Karriere 1934 als Regisseur mit dem Kurzfilm Hollywood Rhythm, dem die Dokumentarfilme The Hollywood You Never See und Hollywood Extra Girl folgten. Seine erste Arbeit als Produzent investierte er in die Kurzproduktion The Fashion Side of Hollywood. In den USA ist er bekannt geworden durch seine Fernsehspecials Hedda Hopper’s Hollywood (1941/1942) sowie als Produzent der Fernsehserie Dick Tracy (1950–1952).
1946 erhielt Moulton einen Oscar in der Kategorie „Bester Kurzfilm“ (eine Filmrolle) für die Kurzbiografie Stairway to Light, die das Leben des Psychiaters Philippe Pinel anreißt. Mit dem Film Goodbye, Miss Turlock, der in der Kategorie „Bester Kurzfilm“ (eine Filmrolle) nominiert war, konnte er diesen Erfolg 1948 wiederholen. Die Verfilmung setzt der Lehrerin Miss Turlock ein Denkmal und bedauert das Verschwinden kleiner Landschulen in Amerika. 1949 wurde Moulton erneut in der Kategorie Bester Kurzfilm (eine Filmrolle) nominiert, und zwar mit einem Film aus der Kurzfilmreihe John Nesbitt’s Passing Parade: Annie Was a Wonder. Thematisiert wird der Zeitraum im Leben einer Schwedin, als sie nach Amerika auswandert, und dort bei der Familie Nesbitt als Hausmädchen arbeitet und sich nach Anfangsschwierigkeiten in die Familie integriert bis zu ihrer Heirat mit einem Amerikaner.

## Filmografie (Auswahl)
(*P=Produzent – *R=Regie – *D=Drehbuch – *S=Schauspieler)
- 1934: Hollywood Rhythm (Kurzfilm, *R)
- 1934: The Hollywood You Never See (Kurzdokumentation, *R + *D)
- 1935: Hollywood Extra Girl (Kurzdokumentation, *R)
- 1935: The Fashion Side of Hollywood (Kurzdokumentation, *P)
- 1937: Night in Manhattan (Kurzfilm, *R)
- 1937: The Star Reporter in Hollywood (Kurzfilm, *R)
- 1941: Hedda Hopper’s Hollywood No. 1 und No. 2 (Kurzdokumentation, *R + *P)
- 1942: Hedda Hopper’s Hollywood No. 3, No. 4, No. 5, No. 6 (Kurzdokumentation, *R + *P)
- 1942: The Yankee Doodler (Kurzfilm, *R)
- 1942: The Lamp of Memory (Kurzfilm, *P)
- 1944: Main Street Today (Kurzfilm, *P)
- 1945: Main Street After Dark (Kurzfilm, *CoP)
- 1945: Stairway to Light (Kurzfilm, *P)
- 1946: The Great Morgan (*CoP)
- 1948: Goodbye, Miss Turlock (Kurzfilm, *P)
- 1948: Souvenirs of Death (Kurzfilm, *P)
- 1948: Musical Merry-Go-Round 2, 3, 4, 5, 6 (Kurzfilme, *P)
- 1949: Annie Was a Wonder (Kurzfilm, *P)
- 1949: Mr. Whitney Had a Notion (Kurzfilm, *P)
- 1950–1952: Dick Tracy (Fernsehserie, 29 Folgen, *P)
- 1956: Jazz Ball (Fernsehdokumentation *R)
- 1960: I’ll Give My Life (*D)
- 1965: A Letter to Nancy (*CoP)
- 1973: Hallo – Hotel Sacher … Portier! (Fernsehserie, Folge Damen und Sachertorten *S)
- 1987: Johann Strauß – Der ungekrönte König (*S)

## Auszeichnungen
- 1946: Oscar für Stairway to Light
- 1948: Oscar für Goodbye, Miss Turlock
- 1949: Oscarnominierung für Annie Was a Wonder